# آزمن‌آباد
آزمن‌آباد، روستایی در دهستان ابتر بخش مرکزی شهرستان ایرانشهر در استان سیستان و بلوچستان ایران است که در سمت راست رودخانه کناررود قرار دارد. در همین مکان و در سمت چپ رودخانه کناررود روستای قدیمی‌تر سرایدان قرار دارد. این روستا کنار جاده ایرانشهر به سراوان قرار دارد.
روستای آزمن‌آباد دارای سه مسجد و سالن ورزشی است و مدرسه شبانه روزی و... به شبکه سراسری برق و آب لوله‌کشی متصل است. این روستا در ۲ کیلومتری پایین دست سد سرایدان قرار دارد.

## جمعیت
بر پایه سرشماری عمومی نفوس و مسکن در سال ۱۳۹۵، جمعیت این روستا برابر با ۱٬۹۵۹ نفر (۴۷۲ خانوار) بوده‌است.